# Clavispora opuntiae
Clavispora opuntiae är en svampart som beskrevs av Phaff, M. Miranda, Starmer, Tredick & J.S.F. Barker 1986. Clavispora opuntiae ingår i släktet Clavispora och familjen Metschnikowiaceae.   Inga underarter finns listade i Catalogue of Life.